# Carbonara di Po
Carbonara di Po är en ort och frazione i kommunen Borgocarbonara i provinsen Mantua i regionen Lombardiet i Italien. 
Carbonara di Po upphörde som kommun den 1 januari 2019 och bildade med den tidigare kommunen Borgofranco sul Po den nya kommunen Borgocarbonara. Den tidigare kommunen hade 1 244 invånare (2018).